# Cerura iberica
Queue-Fourchue ibérique
Espèce
Cerura iberica, la Queue-Fourchue ibérique, est une espèce de Lépidoptères de la famille des Notodontidae décrite en 1966 par les entomologistes espagnols Joaquín Templado Castaño (d) et Eugenio Ortiz de Vega (d) qui la différencièrent de Ceruria vinula.

## Répartition
Cette espèce ne se rencontre qu'au sein de la péninsule Ibérique. Elle a été mentionnée pour la première fois en France en 1997 dans les Pyrénées-Orientales, elle est également présente dans le département de l'Aude.

## Description
Ce papillon peut atteindre une envergure de 70 mm. Il se caractérise par des ailes antérieures blanches sur lesquelles figurent des lignes noires zigzagantes et des lignes droites de couleurs ocre. Les ailes postérieures sont blanches avec des bandes grises. Les pattes et le corps sont recouverts d'une forte pilosité.
Cette espèce est morphologiquement similaire à Ceruria vinula, les deux espèces ne pouvant être différenciées que par les genitalia.

## Biologie
Les imagos volent à la fin du printemps, d'avril à début juin, dans les forêts de saules et de peupliers qui sont les plantes hôtes de la chenille,.

## Dénomination
Ce taxon porte en français le nom vernaculaire ou normalisé suivant : Queue-Fourchue ibérique (La),.

## Systématique
Le nom valide complet (avec auteur) de ce taxon est Cerura iberica (Templado (d) & Ortiz (d), 1966).
L'espèce a été initialement classée dans le genre Dicranura sous le protonyme Dicranura iberica Templado & Ortiz, 1966.
Cerura iberica a pour synonyme :
- Dicranura iberica Templado & Ortiz, 1966